# Julie Debever
Pour les articles homonymes, voir Debever.
Julie Debever, née le 18 avril 1988 à Marcq-en-Barœul dans le Nord, est une footballeuse internationale française évoluant au poste de défenseure au FC Fleury 91.
Elle fait partie de l'équipe de France ayant participé à la Coupe du monde 2019 à domicile.
Elle participe en 2023 à l'émission Koh-Lanta : Le Feu sacré aux Philippines où elle termine quatrième, éliminée à l'épreuve de l'orientation.

## Biographie

### Carrière en club
Native de Marcq-en-Barœul, Julie Debever commence à jouer au football à l'AMCS Comines dès l'âge de 5-6 ans. Par la suite, elle est devenue gardienne de but jusqu'en benjamine où elle déménage avec sa famille à La Chapelle-d'Armentières. En 2002, elle rejoint le FCF Hénin-Beaumont et y réalise toute sa formation en tant que défenseure jusqu'à connaître ses premières minutes en première division française à 17 ans.
De 2005 à 2011, elle enchaîne les saisons en D1F en tant que titulaire au sein de la défense d'Hénin-Beaumont. En 2011, elle rejoint le FCF Juvisy, tout en étant blessée (rupture des ligaments croisés du genou). Elle termine vice-championne de France, mais en ne jouant que très peu de matchs et dès juin 2012, elle signe en faveur de l'AS Saint-Etienne où elle a plus de garanties de temps de jeu. Au cours des trois saisons avec Saint-Étienne, elle est finaliste de la Coupe de France 2013.
En 2015, elle signe à l'En avant Guingamp et réussit à s'imposer au sein de la défense tout en prenant le rôle de capitaine. Après avoir obtenu un diplôme d'éducatrice spécialisée, elle parvient avec ce club à vivre exclusivement du football pour la première fois. À l'issue de quatre saisons en Bretagne, elle se rend en Italie en signant à l'Inter Milan. Elle y joue deux saisons, impactées par la pandémie de Covid-19.
En juin 2021, elle retourne en France en signant au FC Fleury 91.
Début juin 2023, elle annonce prendre sa retraite.

### Carrière internationale
En 2006, Julie Debever joue trois matchs avec l'équipe de France U19, puis un match avec la sélection A' en 2009 et un autre avec l'équipe de France B en 2012.
Mais c'est à presque trente ans, après deux très bonnes saisons avec Guingamp, qu'elle est appelée pour la première fois en équipe de France en avril 2018, pour affronter le Nigeria et le Canada, une « convocation inespérée » pour elle.
Le 5 octobre 2018, elle est titularisée à Geoffroy-Guichard par Corinne Diacre lors d'un match de préparation contre l'Australie, en vue du Mondial 2019 (victoire 2-0). Il s'agit alors de sa première cape internationale. Le 2 mai 2019, elle est convoquée parmi les 23 pour disputer la Coupe du monde.

### Vie privée
Depuis son passage à l'Inter Milan, elle est en couple avec son ancienne coéquipière Regina Baresi (it).

### Divers
À l'été 2022, elle met sa carrière de footballeuse en pause, pour participer au tournage de l'émission Koh-Lanta : Le Feu sacré aux Philippines, diffusée à partir de février 2023 sur TF1,. Elle est éliminée en finale, lors de l'épreuve d'orientation diffusée le 6 juin 2023.

## Palmarès
- Vice-championne de France en 2012 avec Juvisy.
- Finaliste de la Coupe de France en 2013 avec l'AS Saint-Étienne.

## Statistiques
| Saison                | Club                  | Championnat           | Championnat | Championnat | Coupe(s) nationale(s) | Coupe(s) nationale(s) | Total | Total |
| Saison                | Club                  | Division              | M.          | B.          | M.                    | B.                    | M.    | B.    |
| 2005-2006             | FCF Hénin-Beaumont    | Division 1            | 22          | 1           |                       |                       | 22    | 1     |
| 2006-2007             | FCF Hénin-Beaumont    | Division 1            | 19          | 1           |                       |                       | 19    | 1     |
| 2007-2008             | FCF Hénin-Beaumont    | Division 1            | 22          | 1           | 1                     | 0                     | 23    | 1     |
| 2008-2009             | FCF Hénin-Beaumont    | Division 1            | 22          | 2           | 1                     | 0                     | 23    | 2     |
| 2009-2010             | FCF Hénin-Beaumont    | Division 1            | 22          | 0           | 2                     | 1                     | 24    | 1     |
| 2010-2011             | FCF Hénin-Beaumont    | Division 1            | 19          | 1           | 3                     | 0                     | 22    | 1     |
| Sous-total            | Sous-total            | Sous-total            | 126         | 6           | 7                     | 1                     | 133   | 7     |
| 2011-2012             | FCF Juvisy            | Division 1            | 3           | 0           | 2                     | 0                     | 5     | 0     |
| Sous-total            | Sous-total            | Sous-total            | 3           | 0           | 2                     | 0                     | 5     | 0     |
| 2012-2013             | AS Saint-Étienne      | Division 1            | 18          | 1           | 4                     | 0                     | 22    | 1     |
| 2013-2014             | AS Saint-Étienne      | Division 1            | 20          | 0           |                       |                       | 20    | 0     |
| 2014-2015             | AS Saint-Étienne      | Division 1            | 5           | 0           | 0                     | 0                     | 5     | 0     |
| Sous-total            | Sous-total            | Sous-total            | 43          | 1           | 4                     | 0                     | 47    | 1     |
| 2015-2016             | EA Guingamp           | Division 1            | 17          | 0           | 2                     | 0                     | 19    | 0     |
| 2016-2017             | EA Guingamp           | Division 1            | 22          | 0           | 2                     | 0                     | 24    | 0     |
| 2017-2018             | EA Guingamp           | Division 1            | 22          | 0           | 2                     | 0                     | 24    | 0     |
| 2018-2019             | EA Guingamp           | Division 1            | 21          | 1           | 2                     | 1                     | 23    | 2     |
| Sous-total            | Sous-total            | Sous-total            | 82          | 1           | 8                     | 1                     | 90    | 2     |
| 2019-2020             | Inter Milan           | Serie A               | 11          | 0           |                       |                       | 11    | 0     |
| 2020-2021             | Inter Milan           | Serie A               | 10          | 1           | 2                     | 0                     | 12    | 1     |
| Sous-total            | Sous-total            | Sous-total            | 21          | 1           | 2                     | 0                     | 23    | 1     |
| 2021-2022             | Fleury 91             | D1 Arkéma             | 21          | 2           | 2                     | 0                     | 23    | 2     |
| 2022-2023             | Fleury 91             | D1 Arkéma             | 1           | 0           | 0                     | 0                     | 1     | 0     |
| Total sur la carrière | Total sur la carrière | Total sur la carrière | 297         | 11          | 25                    | 2                     | 322   | 13    |

## Distinction
- Ambassadrice Juice+[16].